# ORP Delfin (1942)
ORP Delfin – trałowiec amerykańskiego typu YMS, dawny brytyjski BYMS-2211 (amerykański YMS-211) zakupiony z demobilu przez polskie Ministerstwo Żeglugi i w 1948 roku przekazany Marynarce Wojennej, w której służył do 1957 roku.

## Historia
Stępkę pod drewniany trałowiec typu YMS II położono 4 (18) maja 1942 roku w stoczni Robert Jacob Inc., znajdującej się na City Island w Nowym Jorku. Wodowanie jednostki oznaczonej YMS-211 nastąpiło 9 lipca (10 października) 1942 roku, a ukończenie budowy 17 maja 1943 roku. W ramach Lend-Lease Act okręt został przekazany Royal Navy, gdzie pod oznaczeniem BYMS-2211 służył na wodach europejskich, biorąc między innymi udział w lądowaniu w Normandii. Po zakończeniu wojny został zdemobilizowany i 29 sierpnia 1947 roku formalnie zwrócony US Navy.
Odstawiony okręt został, wraz z trzema innymi, zakupiony w sierpniu 1947 przez polskie Ministerstwo Żeglugi i w grudniu 1947 roku sprowadzony do Gdyni. Trzy z nich zostały następnie, po niezbędnym remoncie, przekazane polskiej Marynarce Wojennej w zamian za przetrałowanie toru wodnego ze Szczecina do Szwecji toru wejściowego do Kołobrzegu i basenu portowego w Gdańsku. 18 kwietnia 1948 roku na trzech okrętach podniesiono banderę wojenną, nadając im nazwy „Delfin”, „Foka” i „Mors” (czwarty pozostał w służbie cywilnej, jako statek hydrograficzny „Zodiak”). „Delfin” otrzymał znaki burtowe DF a później T-31. Wraz z siostrzanymi jednostkami służył w IV Dywizjonie Flotylli Trałowców. Początkowo uzbrojenie stanowiły dwa podwójne wkm-y 12,7 mm Colt, a na początku lat 50. na dziobie ustawiono radzieckie działo kal. 85 mm. Okręty do Polski przypłynęły z kompletem trałów. Były wyposażone w trały: akustyczny SA-IV, elektromagnetyczny TEM-VI i kontaktowy OROPES. Wycofano go ze służby 26 czerwca 1957 roku (według innych źródeł, skreślono go z ewidencji 8 stycznia 1957 roku) i zatopiono w Zatoce Puckiej.